# Bouloukombo
Bouloukombo är ett 810 meter högt berg i Niari i Kongo-Brazzaville. Det ligger i bergskedjan Mayumbe nära gränsen till Kongo-Kinshasa.